# Universos paralelos (álbum)
Universos Paralelos é o terceiro álbum de estúdio do grupo musical mexicano Jotdog, lançado em 6 de Novembro de 2015 em download digital pela gravadora OCESA Sei Track. O álbum consiste em quatorze faixas, incluindo duas em que o grupo canta em parceria com os artistas Ale Sergi e Liquits. O único single lançado foi "Celebración" no dia 6 de Junho de 2015.

## Faixas
| N.º            | Título                        | Compositor(es)                        | Duração |  |
| 1.             | "Wannabe"                     | María Barracuda Jorge "Chiquis" Amaro | 3:37    |  |
| 2.             | "Ando Lonely (feat. Liquita)" | Barracuda Amaro                       | 3:36    |  |
| 3.             | "Secreto Perfecto"            | Barracuda Amaro                       | 3:00    |  |
| 4.             | "Universos Paralelos"         | Barracuda Amaro                       | 3:40    |  |
| 5.             | "Engrapar (feat. Ale Sergi)"  | Barracuda Amaro                       | 4:10    |  |
| 6.             | "Flotando"                    | Barracuda Amaro                       | 4:08    |  |
| 7.             | "Celebración"                 | Barracuda Amaro Daniel Aceves         | 3:35    |  |
| 8.             | "Deserédame"                  | Barracuda Amaro                       | 3:27    |  |
| 9.             | "Raros"                       | Barracuda Amaro                       | 2:35    |  |
| 10.            | "Día de Furia"                | Barracuda Amaro                       | 4:03    |  |
| 11.            | "Descontrol"                  | Barracuda Amaro                       | 3:31    |  |
| 12.            | "Adios"                       | Barracuda Amaro                       | 3:21    |  |
| 13.            | "Ando Lonely"                 | Barracuda Amaro                       | 3:37    |  |
| 14.            | "Engrapar"                    | Barracuda Amaro                       | 4:12    |  |
| Duração total: | Duração total:                | Duração total:                        | 40:17   |  |

## Prêmios e indicações
Em 2016, foi indicado ao Grammy Latino na categoria de "Melhor Álbum de Rock".

## Histórico de lançamentos
| País    | Data                  | Formato(s)       | Gravadora(s)    | Ref.  |
| ------- | --------------------- | ---------------- | --------------- | ----- |
| Mundial | 6 de Novembro de 2015 | Download digital | OCESA Sei Track | [ 3 ] |